# Yoo Ji-hoon
Đây là một tên người Triều Tiên, họ là Yoo.
Yoo Ji-hoon  (tiếng Hàn: 유지훈; sinh ngày 9 tháng 6 năm 1988) là một cầu thủ bóng đá Hàn Quốc thi đấu ở vị trí hậu vệ cho Seoul E-Land. 

## Thống kê sự nghiệp câu lạc bộ
Tính đến 13 tháng 7 năm 2017
| Thành tích câu lạc bộ | Thành tích câu lạc bộ | Thành tích câu lạc bộ | Giải vô địch | Giải vô địch | Cúp     | Cúp       | Play-off | Play-off  | Tổng cộng | Tổng cộng |
| Mùa giải              | Câu lạc bộ            | Giải vô địch          | Số trận      | Bàn thắng    | Số trận | Bàn thắng | Số trận  | Bàn thắng | Số trận   | Bàn thắng |
| Hàn Quốc              | Hàn Quốc              | Hàn Quốc              | Giải vô địch | Giải vô địch | Cúp KFA | Cúp KFA   | Play-off | Play-off  | Tổng cộng | Tổng cộng |
| --------------------- | --------------------- | --------------------- | ------------ | ------------ | ------- | --------- | -------- | --------- | --------- | --------- |
| 2010                  | Gyeongnam FC          | K League              | 2            | 0            | 0       | 0         | –        | –         | 2         | 0         |
| 2011                  | Busan IPark           | K League              | 5            | 0            | 0       | 0         | –        | –         | 5         | 0         |
| 2012                  | Busan IPark           | K League              | 30           | 1            | 0       | 0         | –        | –         | 30        | 1         |
| 2013                  | Sangju Sangmu         | KL Challenge          | 5            | 0            | 0       | 0         | –        | –         | 5         | 0         |
| 2014                  | Sangju Sangmu         | KL Classic            | 18           | 1            | 1       | 0         | –        | –         | 19        | 1         |
| 2014                  | Busan IPark           | KL Classic            | 9            | 0            | 0       | 0         | –        | –         | 9         | 0         |
| 2015                  | Busan IPark           | KL Classic            | 23           | 1            | 1       | 0         | 2        | 0         | 26        | 1         |
| 2016                  | Busan IPark           | KL Challenge          | 14           | 0            | 2       | 0         | 0        | 0         | 16        | 0         |
| 2017                  | Busan IPark           | KL Challenge          | 9            | 0            | 1       | 0         | 0        | 0         | 10        | 0         |
| Tổng cộng sự nghiệp   | Tổng cộng sự nghiệp   | Tổng cộng sự nghiệp   | 115          | 3            | 5       | 0         | 2        | 0         | 122       | 3         |